# (2741) Valdivia
(2741) Valdivia – planetoida z pasa głównego asteroid okrążająca Słońce w ciągu 4 lat i 77 dni w średniej odległości 2,61 j.a. Została odkryta 1 grudnia 1975 roku w obserwatorium w Cerro El Roble Astronomical Station w Santiago przez Carlosa Torresa. Nazwa planetoidy pochodzi od Pedro de Valdivia (1497-1553), hiszpańskiego konkwistadora. Przed nadaniem nazwy planetoida nosiła oznaczenie tymczasowe (2741) 1975 XG.